# Half Moon Bay (Californie)
Pour les articles homonymes, voir Half Moon Bay.

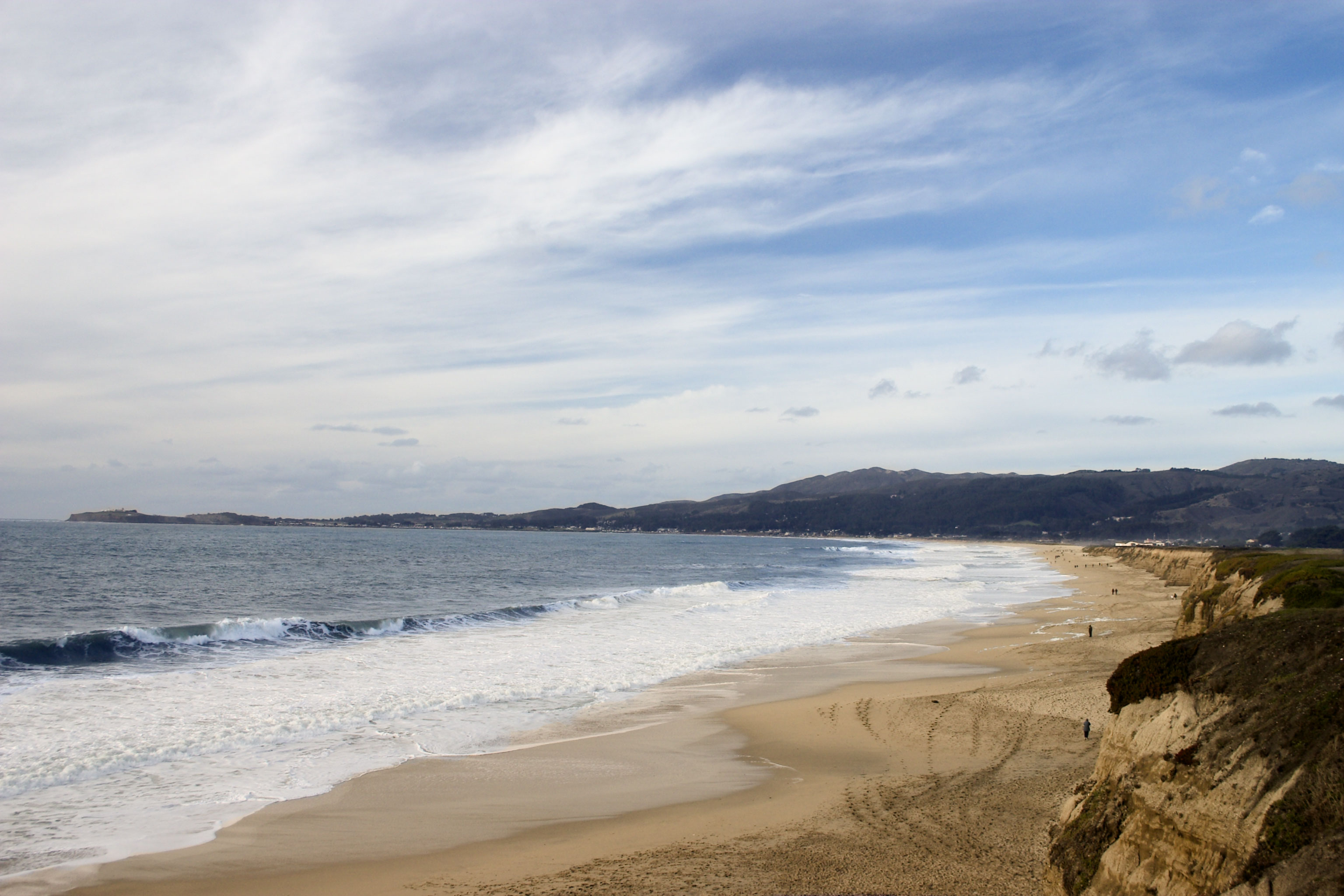
La plage de Half Moon Bay

Half Moon Bay est une municipalité de Californie située dans la région de la baie de San Francisco. Elle comptait 11 842 habitants au recensement de 2000. 
Half Moon Bay est réputée pour ses plages et ses vagues propices à la pratique du surf, de la planche à voile et autres sports de glisse aquatique.
La collectivité comprend de grandes exploitations agricoles où travaillent des ouvriers, dont beaucoup sont des immigrants chinois ou mexicains, soumis à l'exploitation. 
On y trouve un aéroport : Half Moon Bay Airport (en).

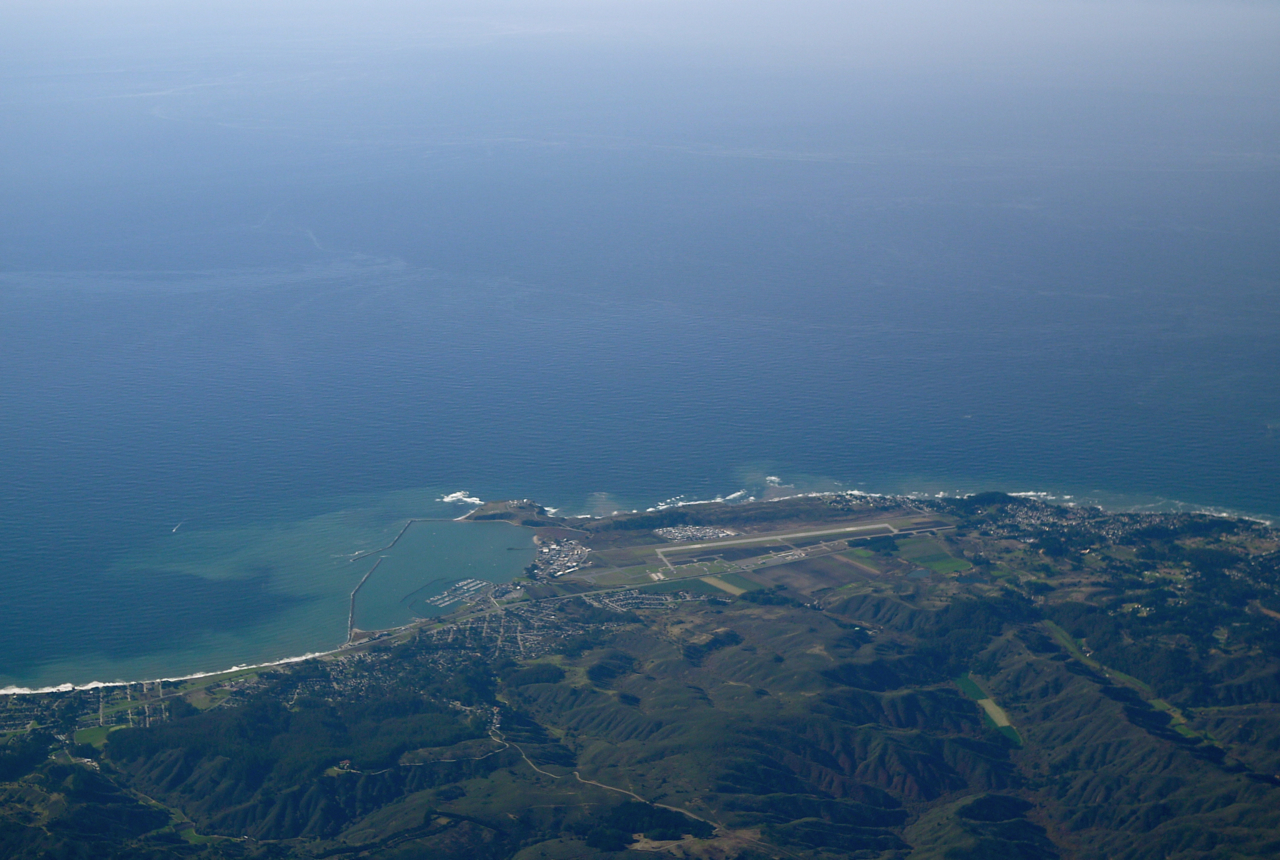
Half moon bay airport

Une fusillade de masse s'y produit en janvier 2023, faisant sept morts : voir Fusillade de Half Moon Bay.

## Démographie
| 1960  | 1970  | 1980  | 1990  | 2000   | 2010   |
| ----- | ----- | ----- | ----- | ------ | ------ |
| 1 957 | 4 023 | 7 282 | 8 886 | 11 842 | 11 324 |

## Jumelages
Kariwa (Japon)